# 大利久美
大利 久美（おおとし くみ、1985年7月29日 - ）は、日本の元陸上競技選手。専門は競歩。

## 人物
1985年7月29日、埼玉県出身。西武学園文理中学校・高等学校を経て日本女子体育大学卒業。
西武学園文理中学校時代はスポーツすら何もせず、本人曰く「帰宅部」だったが、西武学園文理高等学校に進学後、友人と「何か青春しよう」と語り合い、部活をやることを決意して入ったのが陸上競技部であった。
陸上競技を始めた時は中距離選手だったが、競歩をやっていた部の先輩のモノマネをやったところ、実にサマになっていた為、陸上部の仲間から「競歩をやってみたら」と言われて転向。転向当初は先輩や他校の指導者からもアドバイスを貰うなどしてレースに出るうちに記録も伸びるようになった。高校3年次に出場した第58回国民体育大会少年女子5,000m競歩で1歳下の渕瀬真寿美（須磨学園高等学校）に敗れたことがきっかけとなり、競歩により力を入れて取り組むようになる。
日本女子体育大学時代は関東インカレ10,000m競歩3連覇。卒業後は2008年に富士通へ入社。入社当初は思うように記録が伸びなかったが、日本女子競歩の第一人者である川崎真裕美が富士通へ移籍してきたことに刺激を受けて2009年の世界陸上競技選手権ベルリン大会女子20㎞競歩代表選考会で3位に入り、初の世界陸上競技選手権大会日本代表に選出され、世界選手権女子20㎞競歩では12位に入る。
またアジア陸上競技選手権大会では2009年、2010年と連覇。
2011年、2012年と日本陸上競技選手権大会女子20キロ競歩で連覇。2012年大会は2012年ロンドンオリンピック代表選考会であり、代表内定には1時間30分突破という条件が付与されていたが、大利はこのレースで1時間29分48秒を記録しての優勝であったことでその時点でオリンピック出場切符を獲得した。ロンドンオリンピックでは1:33:50で37位だった。
2013年9月に行われた全日本実業団対抗陸上競技選手権大会を最後に現役を引退。

## 戦績
いずれも女子20㎞競歩
- 日本陸上競技選手権大会 - 優勝3回（2011年、2012年、2013年）
- 世界陸上競技選手権大会 - 12位（2009年）、20位（2011年）
- アジア陸上競技選手権大会 - 優勝2回（2009年、2010年）
- ロンドンオリンピック - 37位、1:33:50